# Le Torri di Bois-Maury
Le torri di Bois-Maury è una serie a fumetti di genere storico ambientata nel medioevo e realizzata dal belga Hermann Huppen dal 1984. La serie è ritenuta un capolavoro indiscusso del fumetto francofono.

## Trama
Durante il XII secolo messer Aymar di Bois-Maury, nobile decaduto, è costretto a vagabondare con l’obiettivo di recuperare il suo regno. Senza riferirsi ad alcun episodio storico particolare o a personaggi realmente esistiti ma dando una visione personale del periodo.

## Storia editoriale
La serie consiste in dieci volumi a cui ne seguono altri cinque che fanno parte della serie “Bois Maury”. Ogni volume della prima serie prende il nome da uno dei personaggi che il cavaliere Aymar di Bois Maury incrocia durante la sua storia. Dall'undicesimo capitolo, in alcune edizioni il titolo cambia e si riduce al semplice Bois-Maury, la narrazione cambia per raccontare le vite dei discendenti di Aymar fino al XVI secolo.
In Italia la serie è stata pubblicata dal 1985 sulla rivista L’Eternauta delle edizioni Comic Art, dal 1989 su Lanciostory e dal 1997 su Skorpio dell'Eura Editoriale, e in volume da Alessandro Editore, e dalla Mondadori.

### Titoli della serie
la prima è Le Torri di Bois-Maury, corrispondente ai primi dieci capitoli del fumetto, contrassegnati dal titolo generico Le torri di Bois-Maury accompagnato, di volta in volta, dal nome di uno dei personaggi chiave delle vicende:
Le torri di Bois Maury
1. Babette;
2. Eloisa di Montgri;
3. Germain;
4. Reinhardt;
5. Alda;
6. Sigurd;
7. William;
8. Il Selgiuchida;
9. Khaled;
10. Oliver;

Bois Maury
1. Assunta;
2. Rodrigo;
3. Dulle Griet;
4. Vassya;
5. Occhio di cielo;